# Wilhelmina Fundin
Wilhelmina Christina Fundin, född 12 juli 1819 i Stockholm, död 28 januari 1911 i Stockholm, var en svensk operasångare (sopran). Hon var anställd vid Operan i Stockholm utan avbrott i trettio år, 1840–1870, och betraktades som en av operans främsta och mest användbara talanger i mitten av 1800-talet.

## Biografi
Fundin var dotter till Axel Fundin, som var kantor i Slottskapellet, och Kristina Margareta Wickström, som var föreståndare för Operans elevhem. Modern hade 1836 övertagit ansvaret över Operans och Dramatens elevskolas helpension från Anna "Annette" Bayard (d. 1837), som hållit den på Operans översta våning, och hade ansvaret för den i tio år, varefter pensionen för elevskolans elever upphörde. Wilhelmina Fundin antogs som elev vid Operan tillsammans med sin syster Charlotte år 1832 och fick fast kontrakt 1840, varefter hon var anställd fram till 1870.
När Jenny Lind lämnade Sverige blev Fundin hennes ersättare vid den svenska operan och fick överta många stora roller, och hon blev en av operans främsta krafter. Hon blev dock alltid jämförd till sin nackdel med Lind. Själv beskrivs hon som ödmjuk och prestigelös. Hon var studiekamrat med Lind och de fortsatte att vara vänner livet ut: Fundin besökte Lind då hon var i Tyskland, men tackade nej till att besöka henne i England på grund av sin skräck för havet.
I 1845 års Theater Galleri gavs hon följande bedömning av August Blanche: 
”M:ll Fundin förtjänar allt beröm för den möda och det trägna studium, hon synes använda för att kunna prestera allt hvad hennes resurser tillåta, och det är i sanning ej det lilla. Hennes sång röjer verkliga musikaliska anlag och musikalisk bildning, djup känsla och uppfattningsförmåga.”
Bland hennes roller nämns Nattens drottning i Trollflöjten, Anna i Hvita Frun, Adalgisa i Norma, Katharina i Kronjuvelerna, Leonora i Stradella och Isabella i Robert le Diable.